# Gran Premio di superbike di Albacete 1992
Il Gran Premio di Superbike di Albacete 1992 è stata la prova inaugurale del campionato mondiale Superbike 1992, è stato disputato il 5 aprile sul Circuito di Albacete e ha visto la vittoria di Aaron Slight in gara 1, mentre la gara 2 è stata vinta da Raymond Roche.
È stata la prima volta che una gara del campionato mondiale Superbike si è disputata su questo circuito.

## Risultati

### Gara 1

#### Arrivati al traguardo[3]
| Pos. | Nº  | Pilota            | Motocicletta | Tempo     | Griglia | Punti |
| ---- | --- | ----------------- | ------------ | --------- | ------- | ----- |
| 1º   | 13  | Aaron Slight      | Kawasaki     | 48:45.070 | 3º      | 20    |
| 2º   | 1   | Doug Polen        | Ducati       | +0:09.650 | 6º      | 17    |
| 3º   | 5   | Fabrizio Pirovano | Yamaha       | +0:13.120 | 15º     | 15    |
| 4º   | 9   | Giancarlo Falappa | Ducati       | +0:29.760 | 1º      | 13    |
| 5º   | 48  | Daniel Amatriaín  | Ducati       | +0:32.080 | 5º      | 11    |
| 6º   | 8   | Baldassarre Monti | Honda        | +0:34.140 | 14º     | 10    |
| 7º   | 2   | Raymond Roche     | Ducati       | +0:34.320 | 4º      | 9     |
| 8º   | 76  | Takahiro Sohwa    | Kawasaki     | +0:45.230 | 7º      | 8     |
| 9º   | 3   | Robert Phillis    | Kawasaki     | +1:00.950 | 8º      | 7     |
| 10º  | 16  | Juan López Mella  | Honda        | +1:10.330 | 13º     | 6     |
| 11º  | 4   | Stéphane Mertens  | Ducati       | +1:13.820 | 9º      | 5     |
| 12º  | 7   | Carl Fogarty      | Ducati       | +1:24.590 | 12º     | 4     |
| 13º  | 88  | Christer Lindholm | Yamaha       | +1:30.150 | 21º     | 3     |
| 14º  | 6   | Terry Rymer       | Kawasaki     | +1:32.400 | 10º     | 2     |
| 15º  | 20  | Jean-Yves Mounier | Yamaha       | +1:37.950 | 27º     | 1     |
| 16º  | 35  | Andreas Hofmann   | Kawasaki     | +1:50.410 | 31º     |       |
| 17º  | 12  | Jeffry de Vries   | Yamaha       | +1 giro   | 24º     |       |
| 18º  | 106 | Karl Truchsess    | Kawasaki     | +1 giro   | 33º     |       |
| 19º  | 11  | Udo Mark          | Yamaha       | +1 giro   | 20º     |       |
| 20º  | 30  | Gastone Grassetti | Ducati       | +1 giro   | 26º     |       |
| 21º  | 94  | Christophe Guyot  | Honda        | +1 giro   | 29º     |       |
| 22º  | 51  | Antonio García    | Yamaha       | +1 giro   | 22º     |       |
| 23º  | 19  | Edwin Weibel      | Ducati       | +1 giro   | 23º     |       |
| 24º  | 49  | Marc Grau         | Yamaha       | +2 giri   | 30º     |       |

#### Ritirati
| Nº | Pilota               | Motocicletta | Giri     | Griglia |
| -- | -------------------- | ------------ | -------- | ------- |
| 83 | John Reynolds        | Kawasaki     | +9 giri  | 11º     |
| 84 | Ian Simpson          | Kawasaki     | +12 giri | 36º     |
| 28 | Piergiorgio Bontempi | Kawasaki     | +13 giri | 17º     |
| 31 | Anton Heiler         | Yamaha       | +14 giri | 34º     |
| 87 | Matt Llewellyn       | Yamaha       | +17 giri | 32º     |
| 68 | Fabrizio Furlan      | Ducati       | +17 giri | 16º     |
| 58 | Florian Ferracci     | Ducati       | +20 giri | 25º     |
| 69 | Virginio Ferrari     | Ducati       | +21 giri | 18º     |
| 17 | Scott Russell        | Kawasaki     | +22 giri | 2º      |
| 34 | Ernst Gschwender     | Kawasaki     | +24 giri | 19º     |
| 93 | Peter Rubatto        | Yamaha       | +25 giri | 35º     |
| 67 | Vittorio Scatola     | Kawasaki     | +25 giri | 28º     |

### Gara 2

#### Arrivati al traguardo[4]
| Pos. | Nº  | Pilota            | Motocicletta | Tempo     | Griglia | Punti |
| ---- | --- | ----------------- | ------------ | --------- | ------- | ----- |
| 1º   | 2   | Raymond Roche     | Ducati       | 46:17.740 | 4º      | 20    |
| 2º   | 3   | Robert Phillis    | Kawasaki     | +0:00.340 | 8º      | 17    |
| 3º   | 48  | Daniel Amatriaín  | Ducati       | +0:00.550 | 5º      | 15    |
| 4º   | 5   | Fabrizio Pirovano | Yamaha       | +0:03.070 | 15º     | 13    |
| 5º   | 9   | Giancarlo Falappa | Ducati       | +0:06.600 | 1º      | 11    |
| 6º   | 1   | Doug Polen        | Ducati       | +0:07.740 | 6º      | 10    |
| 7º   | 17  | Scott Russell     | Kawasaki     | +0:08.100 | 2º      | 9     |
| 8º   | 83  | John Reynolds     | Kawasaki     | +0:12.790 | 11º     | 8     |
| 9º   | 6   | Terry Rymer       | Kawasaki     | +0:12.970 | 10º     | 7     |
| 10º  | 7   | Carl Fogarty      | Ducati       | +0:19.340 | 12º     | 6     |
| 11º  | 69  | Virginio Ferrari  | Ducati       | +0:32.500 | 18º     | 5     |
| 12º  | 4   | Stéphane Mertens  | Ducati       | +0:48.600 | 9º      | 4     |
| 13º  | 68  | Fabrizio Furlan   | Ducati       | +0:52.370 | 16º     | 3     |
| 14º  | 16  | Juan López Mella  | Honda        | +0:57.710 | 13º     | 2     |
| 15º  | 88  | Christer Lindholm | Yamaha       | +1:03.410 | 21º     | 1     |
| 16º  | 35  | Andreas Hofmann   | Kawasaki     | +1:07.050 | 31º     |       |
| 17º  | 94  | Christophe Guyot  | Honda        | +1:29.760 | 29º     |       |
| 18º  | 84  | Ian Simpson       | Kawasaki     | +1:30.000 | 36º     |       |
| 19º  | 106 | Karl Truchsess    | Kawasaki     | +1:35.810 | 33º     |       |
| 20º  | 20  | Jean-Yves Mounier | Yamaha       | +1 giro   | 27º     |       |
| 21º  | 34  | Ernst Gschwender  | Kawasaki     | +1 giro   | 19º     |       |
| 22º  | 49  | Marc Grau         | Yamaha       | +1 giro   | 30º     |       |
| 23º  | 51  | Antonio García    | Yamaha       | +1 giro   | 22º     |       |
| 24º  | 87  | Matt Llewellyn    | Yamaha       | +1 giro   | 32º     |       |

#### Ritirati
| Nº | Pilota               | Motocicletta | Giri     | Griglia |
| -- | -------------------- | ------------ | -------- | ------- |
| 28 | Piergiorgio Bontempi | Kawasaki     | +4 giri  | 17º     |
| 8  | Baldassarre Monti    | Honda        | +10 giri | 14º     |
| 12 | Jeffry de Vries      | Yamaha       | +13 giri | 24º     |
| 11 | Udo Mark             | Yamaha       | +14 giri | 20º     |
| 30 | Gastone Grassetti    | Ducati       | +16 giri | 26º     |
| 19 | Edwin Weibel         | Ducati       | +19 giri | 23º     |
| 93 | Peter Rubatto        | Yamaha       | +20 giri | 35º     |
| 13 | Aaron Slight         | Kawasaki     | +21 giri | 3º      |
| 76 | Takahiro Sohwa       | Kawasaki     | +24 giri | 7º      |
| 67 | Vittorio Scatola     | Kawasaki     | +25 giri | 28º     |